# Centris haemorrhoidalis
Centris haemorrhoidalis là một loài Hymenoptera trong họ Apidae. Loài này được Fabricius mô tả khoa học năm 1775.

## Hình ảnh

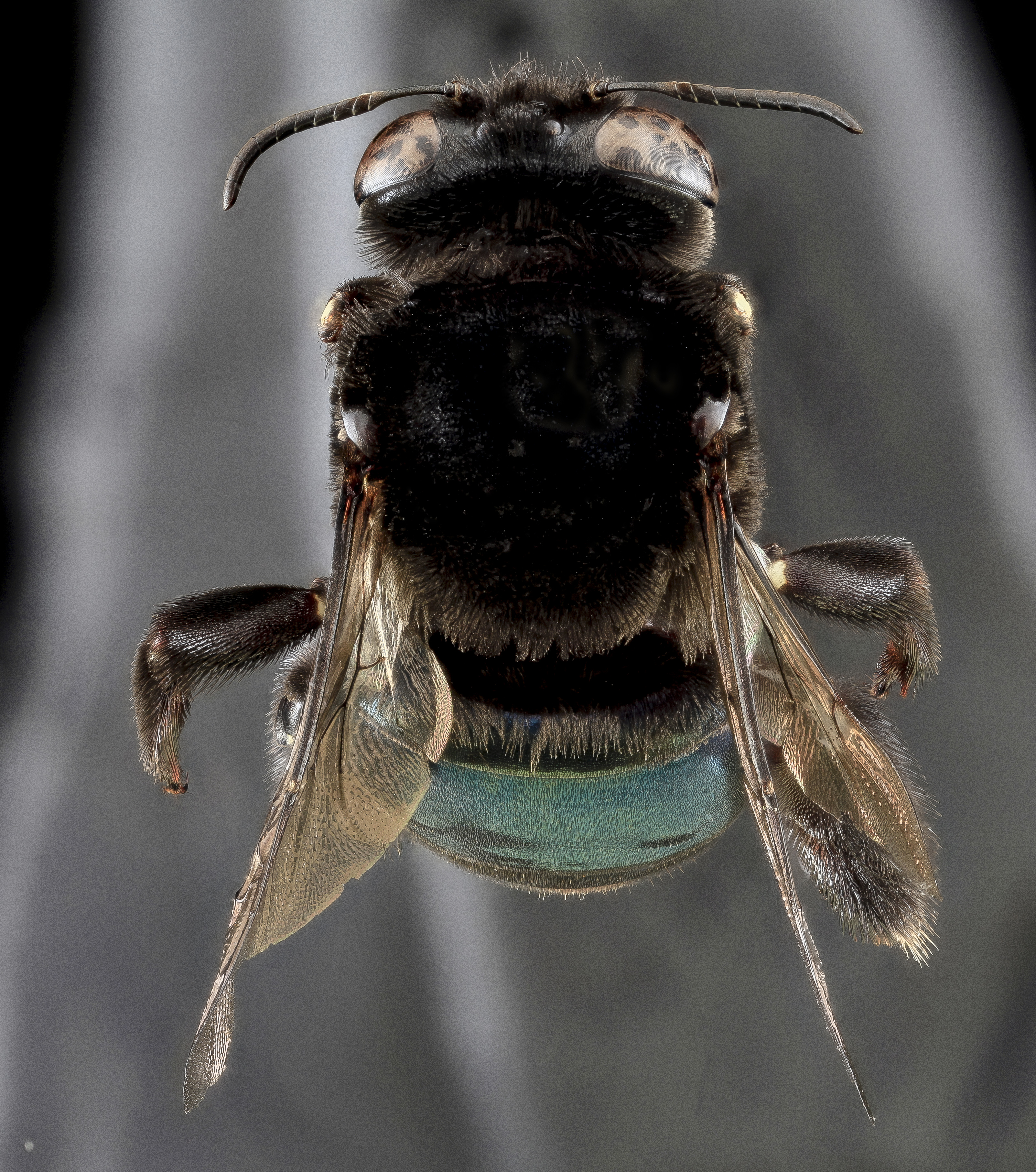
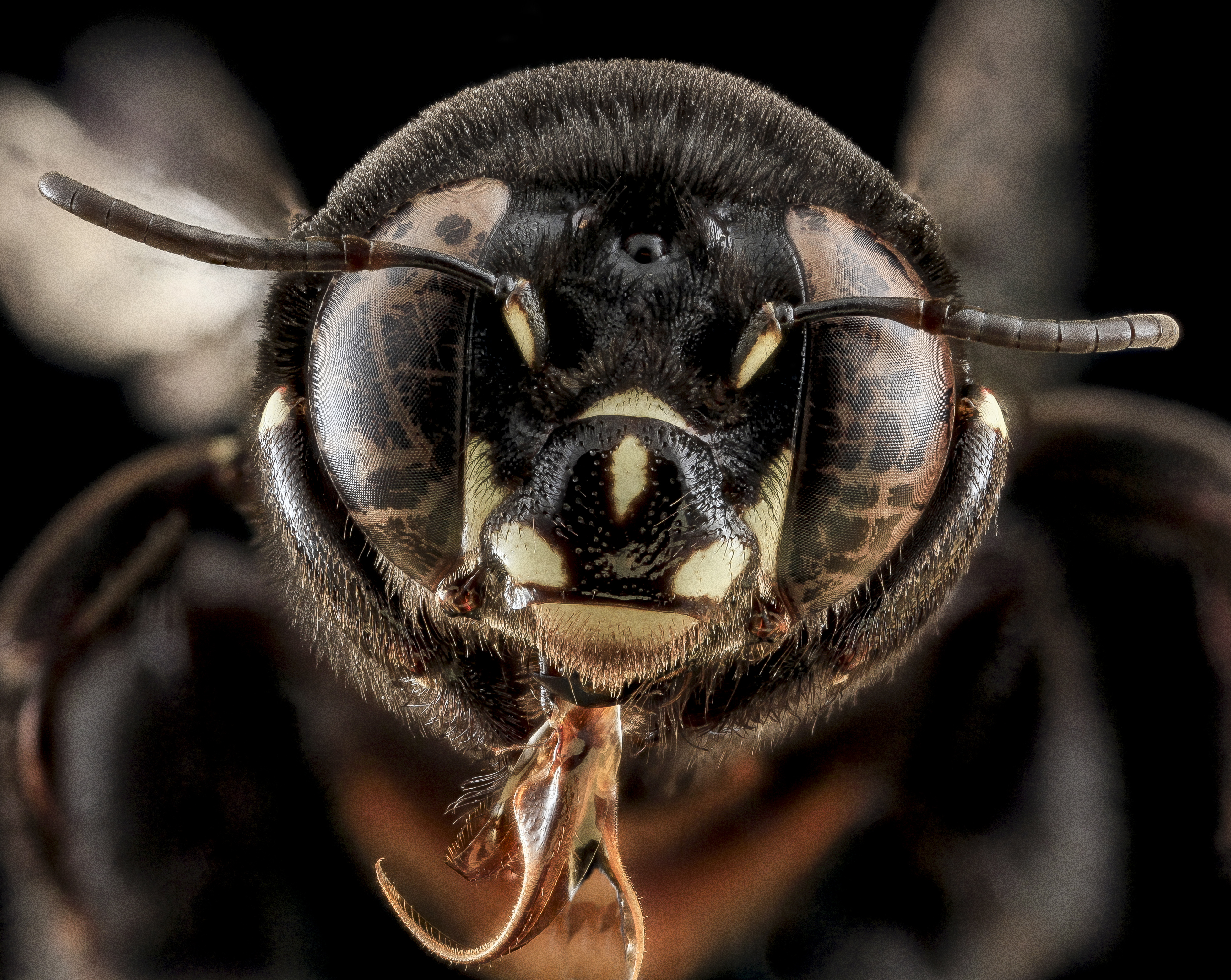